# Rorgonidas
Os Rorgonidas foram uma poderosa família franca do 8º século. As vezes são referidos como os primeiros da dinastia Mayennese, referindo-se à cidade de Mayenne, e além de serem os primeiros Condes do Maine. Os Rorgonidas devem seu nome a Rorgo I, Conde do Maine, o progenitor da dinastia. Seu filho, Gosfrido, foi o primeiro a deter o poder na Marca da Nêustria normanda. Os Rorgonidas controlaram o Condado do Maine ao longo de todo o século IX. Os Rorgonidas e os Guidonidas disputaram o controle do Marca Bretã através dos tempos.
O primeiro governante do Maine (chamado de Duque de Maine) foi Charivio, na opinião de Settipani, irmão ou sobrinho de Lamberto, Conde de Hesbaye. Além disso, Settipani identifica Charivio como um ancestral direto dos Rorgonidas. Charivio foi destituído como governador do Maine pelo Carolíngios em 748, com sua dinastia restaurada em 832.

## Membros
- Charivius - descendente dos pré-robertinos e o mais antigo ancestral conhecido dos Rorgonidas  (???-???)
- Goslino I do Maine - 1.º senhor do Maine (???-???)
- Rorgo I do Maine - 1.º Conde do Maine e progenitor da Dinastia Rorgonida (770-839)
- Gosberto I do Maine - 2.º Conde do Maine (???-853)
- Rorgo II do Maine - 3.º Conde do Maine (800-865)
- Gosfrido do Maine - 4.º Conde do Maine (???-878)
- Bilquida do Maine - Filha de Gosfrido (???-844)
- Goslino do Maine - Bispo de Paris (834-886)
- Adaltruda do Maine - 2.ª filha de Gosfrido (???-???)
- Goslino II do Maine - 5.º Conde do Maine (???-914)
- Gosberto II do Maine - Filho de Goslino II (???-912)